# Samaldikan
Il Samaldikan (in russo  Самалдикан?) è un fiume della Russia siberiana orientale, affluente di sinistra della Choruongka (bacino della Lena). Scorre nell'ulus Žiganskij della Repubblica autonoma della Sacha (Jacuzia).

## Descrizione
Il fiume nasce vicino alla sponda sinistra del fiume Serki (affluente del Linde), scorre prima in direzione sud-est attraverso un bosco di larici. A nord-est del lago Sykylla gira a est. I tratti inferiori sono paludosi. La larghezza del fiume vicino alla foce è di 20 metri, la profondità è di 0,4 metri; sfocia nella Choruongka a 101 km dalla sua foce. La lunghezza del Samaldikan è di 155 km, l'area del suo bacino è di 1 520 km².